# 2040 (فيلم)
1. تحويل 2040 (فلم)